# جو سترونج
جو سترونج (بالإنجليزية: Joe Strong)‏ هو لاعب كرة قاعدة أمريكي، ولد في 9 سبتمبر 1962 في فيرفيلد في الولايات المتحدة.

## وصلات خارجية
- جو سترونج على موقعبيزبول رفرنس.كوم (الدوري الرئيسي) (الإنجليزية)
- جو سترونج على موقعبيزبول رفرنس.كوم (الدوري الثانوي) (الإنجليزية)